# Teiskola gård

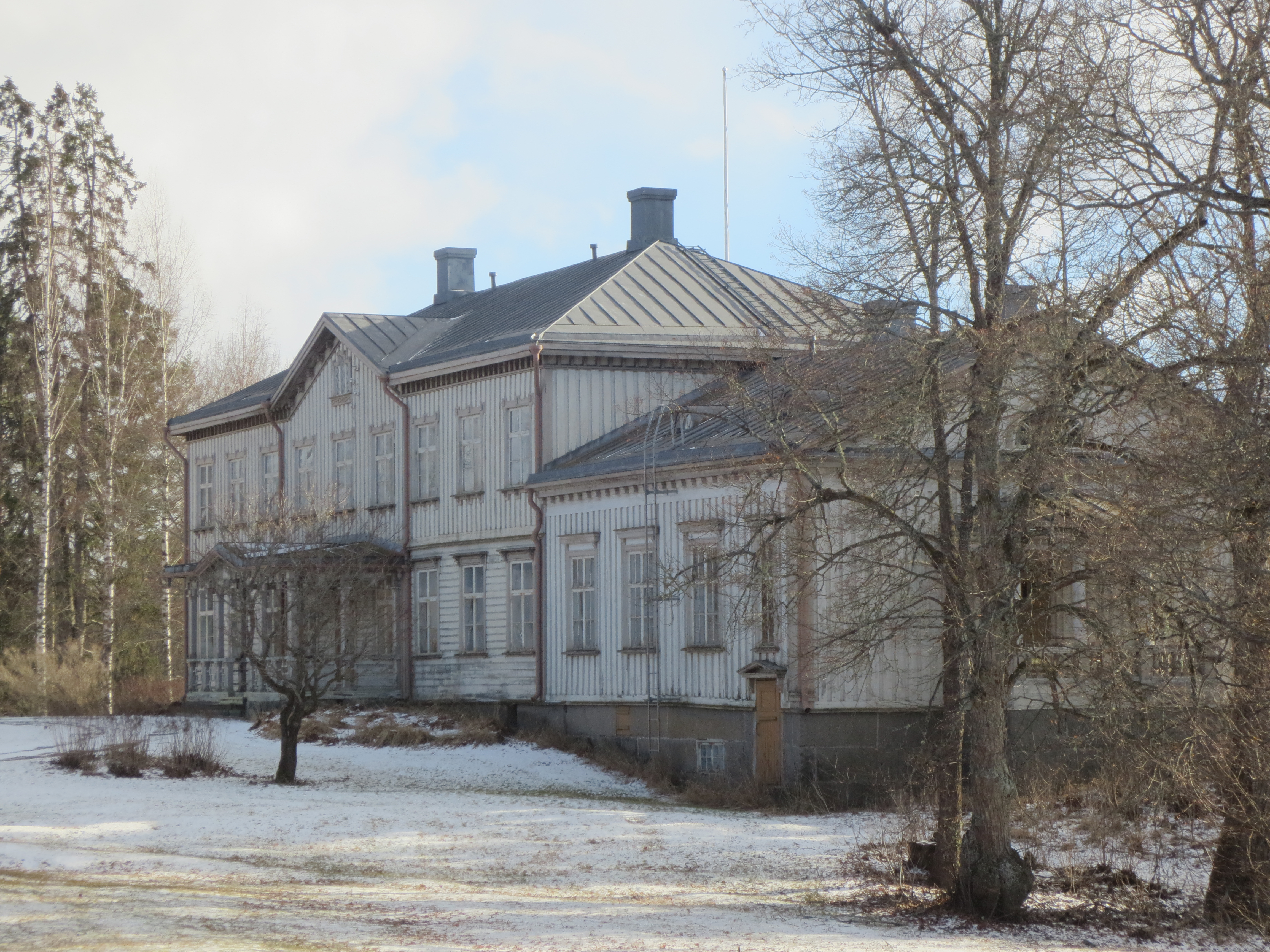
Teiskola gårds huvudbyggnad.

Teiskola gård är en herrgård i Polso, Tammerfors, i före detta Teisko kommun. Godset bildades år 1663. Löjtnanten Johan Tammelander köpte Teiskola gård år 1794, och sedan dess har gården ägts av familjen Tammelander. Gårdens huvudbyggnad färdigställdes 1810.